# Littorinoidea
Littorinoidea Children, 1834  è una superfamiglia di molluschi gasteropodi della sottoclasse Caenogastropoda.

## Descrizione
I principali caratteri che contraddistinguono questo taxon sono: presenza di protoconca di forma tubolare (più lunga che larga) con avvolgimento destròrso e presenza di un guscio larvale secondario distinto; presenza di opercolo sia nella fase larvale che nell'individuo adulto dove si presenta multispirale; singolo muscolo del guscio; ctenidio sinistro monopectinato; ghiandola ipobranchiale sinistra singola, posta posteriormente nella cavità palleale; singolo gonodotto dorsale; radula stereoglossa (docoglossa) con un dente laterale e due denti marginali; una o più coppie di cartilagini odontoforali.

## Tassonomia
La superfamiglia comprende nove famiglie di cui quattro estinte:
- Annulariidae Henderson & Bartsch, 1920
- †Bohaispiridae Youluo, 1978
- †Leviathaniidae Harzhauser & S. Schneider, 2014
- Littorinidae Children, 1834
- Pomatiidae Newton, 1891 (1828)
- †Purpurinidae Zittel, 1895
- Skeneopsidae Iredale, 1915
- †Tripartellidae Gründel, 2001
- Zerotulidae Warén & Hain, 1996